# Ielàbuga
Ielàbuga - Елабуга (rus) - és una ciutat de la República del Tatarstan, a Rússia.

## Història
La història de Ielàbuga es remunta al segle xi, quan s'hi edificà un castell a la frontera amb el territori dels protobúlgars del Volga. El castell fou abandonat de seguida, però en quedà els vestigis.
A la segona meitat del segle XVI s'hi fundà un poble rus al mateix indret.
Ielàbuga també és conegut com el lloc de naixement del pintor Ivan Xixkin i també el lloc on se suïcidà l'escriptora Marina Tsvetàieva el 1941.